# Hamster de Turquie
Mesocricetus brandti
Espèce
Statut de conservation UICN

 NT  : Quasi menacé
Le Hamster de Turquie (Mesocricetus brandti) est une espèce de Hamsters qui se rapproche beaucoup du Hamster doré. Il est utilisé comme animal de laboratoire pour les recherches scientifiques. Il est disponible pour certains propriétaires d'animaux aux États-Unis, mais il est moins populaire que le hamster doré à cause de son tempérament plus agressif[réf. nécessaire]. L'espèce est aussi appelée Hamster turc ou Hamster géorgien,.

## Habitat d'origine
On le retrouve principalement en Anatolie et dans les environs de la Mer Noire. Sa population s'étend vers l'est dans le Caucase (Arménie, Géorgie et Azerbaïdjan), et vers le sud jusqu'au nord-ouest de l'Iran, au nord de l'Irak, à la Syrie, au Liban et au nord d'Israël.